# Nansenia groenlandica
Nansenia groenlandica is een straalvinnige vissensoort uit de familie van kleinbekken (Microstomatidae). De wetenschappelijke naam van de soort is voor het eerst geldig gepubliceerd in 1840 door Reinhardt.